# Willi Ernst Seitz
Willi Ernst Seitz, eigentlich Willibald Ernst Seitz (* 23. Februar 1956 in München), ist ein deutscher Objektkünstler.

## Leben
Willi Seitz lebt und arbeitet in München, seit 1979 ist er in der zentralen Verwaltung der Ludwig-Maximilians-Universität München beschäftigt.
Bereits in jungen Jahren übte Willi Ernst Seitz die Holzbearbeitung mit Entwurf und Bau von Möbeln aus. Seit 1998 erstellt er Objektkunst von Holzobjekten in Kombination mit Kristallen, Verarbeitung von Fundstücken aus der Natur und gebrauchten Hölzern, wie Möbeln, Türen oder Lieferpaletten.

## Installationen / Objekte im öffentlichen Raum (Auswahl)
- Objekt „Palazzo“, im Dezernat Liegenschaften und Technik der Ludwig-Maximilians-Universität München, München (2011)

## Ausstellungen (Auswahl)

### Einzelausstellungen
- Galleria Fiorito & Fluturel, München (2006)
- Bayerisches Umweltministerium, München (2007)
- UniGalerieLMU, München (2009)
- Museum Reich der Kristalle, München (2010)
- Haus der kleinen Künste, München (2011)
- Geranienhaus im Schlosspark Nymphenburg, München (2013)
- Orangerie am Englischen Garten, München (2017)
- UniGalerieLMU, München (2018)

### Ausstellungsbeteiligungen
- Kloster Benediktbeuern (2014)
- HofmarkART, Hörbach (2015)
- Kulturwerkstadt KOM, Olching (2016)
- Abtei St. Bonifaz, München (2016)
- Kulturforum Blaues Haus, Dießen am Ammersee (2018)